# Elemento algebraico
En matemáticas, más concretamente en álgebra abstracta y teoría de cuerpos, se dice que un elemento es algebraico sobre un cuerpo si es raíz de algún polinomio con coeficientes en dicho cuerpo. Los elementos algebraicos sobre el cuerpo de los números racionales reciben el nombre de números algebraicos.
Uno de los principales campos de estudio de la teoría de cuerpos es el de decidir si un polinomio {\displaystyle p} con coeficientes en un cuerpo {\displaystyle \mathbb {K} } tiene raíces: es decir, si existe algún elemento {\displaystyle a\in \mathbb {K} } tal que al evaluar el polinomio en él, este se anula ({\displaystyle p(a)=0}). Aun en el caso de que no sea así, siempre es posible encontrar un cuerpo mayor —una extensión de cuerpos— que contenga las soluciones de dicho polinomio. Se dice entonces que esos elementos son algebraicos sobre {\displaystyle \mathbb {K} }.
En general, puede ocurrir que una extensión de cuerpos contenga elementos que no son raíz de ningún polinomio con coeficientes en el cuerpo menor: a estos se les llama elementos trascendentes. Por el contrario, todo elemento {\displaystyle a} de un cuerpo es algebraico sobre dicho cuerpo, ya que es raíz del polinomio {\displaystyle p=x-a}.

## Definición
Dado un cuerpo {\displaystyle K} y una extensión {\displaystyle L/K}, se dice que un elemento {\displaystyle \alpha \in L} es algebraico sobre {\displaystyle K} si y solo si existe un polinomio {\displaystyle p\in K[X]}, que pertenece al anillo de polinomios con coeficientes en {\displaystyle K}, tal que {\displaystyle p(\alpha )=0}. En caso contrario se dice que {\displaystyle \alpha } es trascendente.

### Construcción
Sean dos cuerpos {\displaystyle (K,+,\cdot )} y {\displaystyle (L,+,\cdot )} de forma que {\displaystyle L} es extensión de {\displaystyle K}.
Sea {\displaystyle \alpha \in L}. Si {\displaystyle \alpha \in K}, entonces {\displaystyle \alpha } es raíz del polinomio {\displaystyle p(x)=x-\alpha }, que es irreducible en {\displaystyle K[x]} (todo polinomio de grado 1 es irreducible en cualquier anillo de polinomios). Si {\displaystyle \alpha \in L\setminus K}, entonces realizamos la siguiente construcción:
- Construimos el conjunto {\displaystyle \textstyle K(\alpha ):=\{{\frac {f(\alpha )}{g(\alpha )}}:f,g\in K[x];g(\alpha )\neq 0\}}. Este conjunto es un cuerpo, es extensión de {\displaystyle K}, es subcuerpo de {\displaystyle L}, y de hecho es la menor extensión de {\displaystyle K} que contiene a {\displaystyle \alpha }. Se le denomina extensión generada por {\displaystyle \alpha } sobre {\displaystyle K}.

- Construimos la aplicación {\displaystyle \beta :K[x]\longrightarrow K(\alpha )} que a cada polinomio {\displaystyle p(x)\in K[x]} le hace corresponder su evaluación en {\displaystyle \alpha }, i.e., {\displaystyle \beta (p)=p(\alpha )}. Esta aplicación es de hecho un homomorfismo de anillos conmutativos y unitarios, y se denomina aplicación evaluación.

Ahora solo pueden darse dos situaciones:
1. ker{\displaystyle (\beta )=\{0\}}. En este caso se dice que {\displaystyle \alpha } es elemento trascendente sobre {\displaystyle K}.
2. {\displaystyle \ker(\beta )\neq \{0\}}. En este caso se dice que {\displaystyle \alpha } es elemento algebraico sobre {\displaystyle K}.

| Demostración |
| Como {\displaystyle K[x]} es dominio de ideales principales y el núcleo de un homomorfismo de anillos es un ideal del anillo de partida del homomorfismo, entonces {\displaystyle \ker(\beta )=(p)} (esto es, el ideal generado por {\displaystyle p}) para algún {\displaystyle p\in K[x]}. Por el Primer Teorema de Isomorfía, {\displaystyle \beta =i\circ {\bar {\beta }}\circ \pi }, donde {\displaystyle i:\operatorname {im} \beta \hookrightarrow K(\alpha )} es el monomorfismo inclusión canónica (i.e., {\displaystyle i(r)=r} cualquiera que sea el {\displaystyle \in \operatorname {im} \beta }), {\displaystyle \textstyle \pi :K[x]\longrightarrow {\frac {K[x]}{\ker(\beta )}}} es el homomorfismo sobreyectivo aplicación proyección canónica (a cada {\displaystyle p\in K[x]} le asigna su clase {\displaystyle \pi (p)={\bar {q}}=q+\ker(\beta )} en el cociente {\displaystyle \textstyle {\frac {K[x]}{\ker(\beta )}}}), y {\displaystyle \textstyle {\bar {\beta }}:{\frac {K[x]}{(p)}}={\frac {K[x]}{\ker(\beta )}}\longrightarrow \operatorname {im} (\beta )} es un isomorfismo de anillos unitarios. Como {\displaystyle {\bar {\beta }}} es sobreyectiva (ya que es isomorfismo), {\displaystyle \operatorname {im} {\bar {\beta }}=\operatorname {im} \beta \cong {\frac {K[x]}{(p)}}}, que es subanillo de {\displaystyle K(\alpha )}, quien a su vez es un cuerpo, luego {\displaystyle \operatorname {im} \beta } es dominio íntegro por carecer de divisores de cero no nulos, con lo que también {\displaystyle \textstyle {\frac {K[x]}{(p)}}} es dominio íntegro. Pero si {\displaystyle \textstyle {\frac {K[x]}{(p)}}} es dominio íntegro será {\displaystyle (p)} un ideal primo de {\displaystyle K[x]}. Sabemos que {\displaystyle (p)=\ker(\beta )\neq \{0\}} (por hipótesis), luego {\displaystyle p\neq 0}. Además, si fuera {\displaystyle p\notin K=U(K[x])} (también por hipótesis). Con lo cual tenemos garantizado que {\displaystyle p} es un polinomio irreducible en {\displaystyle K[x]} (por ser dominio de ideales principales). Además, como {\displaystyle K[x]} es dominio de ideales principales, todo ideal primo es maximal, con lo cual {\displaystyle (p)} es ideal maximal de {\displaystyle K[x]}, luego {\displaystyle \textstyle {\frac {K[x]}{(p)}}} es un cuerpo. Así {\displaystyle \textstyle \operatorname {im} \beta \cong {\frac {K[x]}{(p)}}} es un subcuerpo de {\displaystyle K(\alpha )}. Como {\displaystyle K\subset K[x]}, si {\displaystyle a\in K} será {\displaystyle a=\beta (a)=(i\circ {\bar {\beta }}\circ \pi )(a)=i({\bar {\beta }}(\pi (a)))=i({\bar {\beta }}(a))={\bar {\beta }}(a)}, con lo que se demuestra que {\displaystyle K} es subcuerpo de {\displaystyle \operatorname {im} \beta }. Por otro lado, {\displaystyle {\bar {\beta }}(x)=i({\bar {\beta }}(x))=i({\bar {\beta }}(\pi (x)))=(i\circ {\bar {\beta }}\circ \pi )(x)=\beta (x)=\alpha }, con lo que {\displaystyle \textstyle \alpha \in \operatorname {im} \beta \cong {\frac {K[x]}{(p)}}}. Así, {\displaystyle \operatorname {im} \beta } es un subcuerpo de {\displaystyle K(\alpha )} que contiene a {\displaystyle K} y a {\displaystyle \alpha }. Como {\displaystyle K(\alpha )} es la menor extensión de {\displaystyle K} que contiene a {\displaystyle \alpha } llegamos a la conclusión de que {\displaystyle \textstyle K(\alpha )=\operatorname {im} \beta \cong {\frac {K[x]}{(p)}}}. En esta segunda situación ({\displaystyle \ker(\beta )\neq \{0\}}, o equivalentemente, existe algún {\displaystyle p\in K[x]} irreducible con {\displaystyle \textstyle {\frac {K[x]}{(p)}}\cong K(\alpha )}) se dice que {\displaystyle \alpha } es algebraico sobre {\displaystyle K}. |

## Polinomio mónico irreducible
Si {\displaystyle \alpha } es un elemento algebraico sobre el cuerpo {\displaystyle K} de manera que {\displaystyle \alpha \notin K}, el polinomio {\displaystyle p} que genera al núcleo de la aplicación evaluación (i.e., {\displaystyle \ker \beta =(p)}) es irreducible. Dividiendo {\displaystyle p} por su coeficiente principal (aquel escalar que multiplica a la mayor potencia de la variable {\displaystyle x}) se obtiene un polinomio mónico (es decir, de manera que su coeficiente principal es la unidad), que se denota por {\displaystyle m_{\alpha }^{K}} y se denomina polinomio mónico irreducible de {\displaystyle \alpha } respecto de {\displaystyle K}.
Claramente, {\displaystyle K(\alpha )\cong K[x]/(m_{\alpha }^{K})}.